# Trimburg

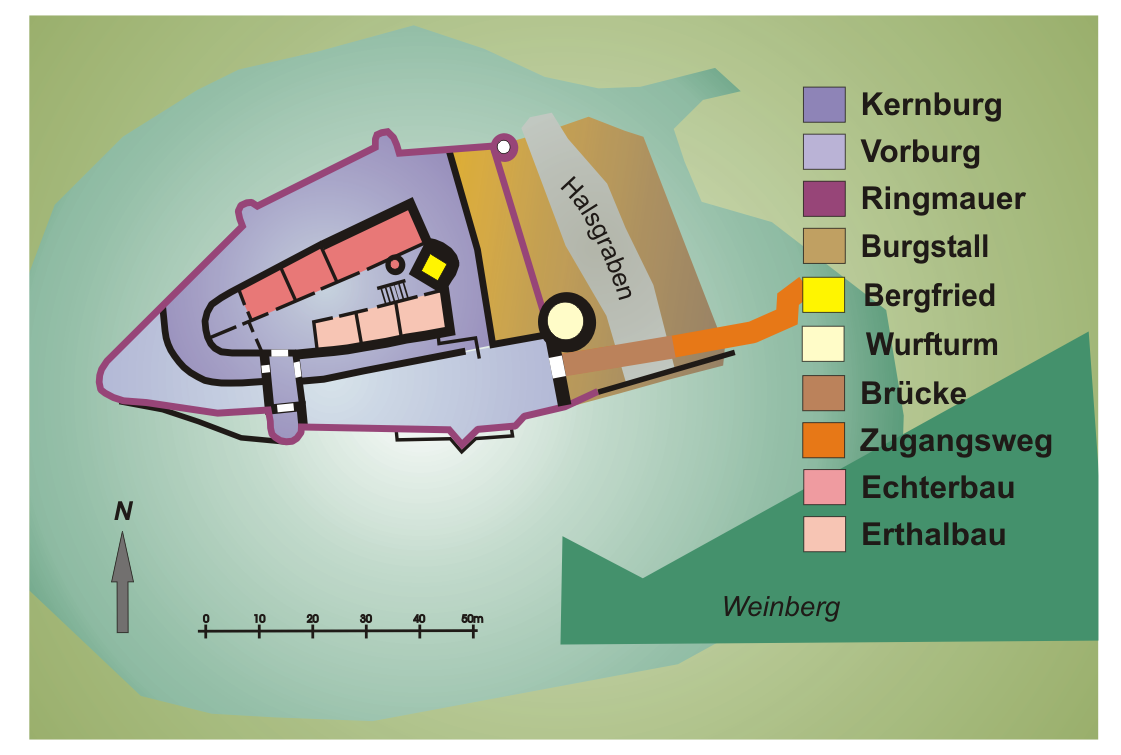
Karte der Ruine Trimburg

Die Trimburg, eigentlich Burg Trimberg, ist die Ruine einer mittelalterlichen Höhenburg der Herren von Trimberg östlich des gleichnamigen Ortes, eines Gemeindeteils von Elfershausen in Unterfranken im Landkreis Bad Kissingen in Bayern, Deutschland. Die Ruine liegt weithin sichtbar etwa 60 Meter oberhalb der Fränkischen Saale auf dem Pfaffenberg.

## Geographische Lage
In den südlichen Ausläufern der bayerischen Rhön zwischen Bad Kissingen und Hammelburg erhebt sich links der Fränkischen Saale der lang gestreckte Rücken des Pfaffenberges, der zum Teil aus Buntsandstein besteht, welcher beim Bau der Trimburg Verwendung fand. Von der Burganlage aus sind das Saaletal und der namensgebende Ort Trimberg zu überblicken. Die Bundesautobahn 7 führt zwei Kilometer westlich der Trimburg vorbei und kreuzt dort die das Tal beherrschende Bundesstraße 287 an der BAB-Anschlussstelle Hammelburg.
Vom Ort Trimberg aus führt ein steiler, direkter Treppenweg zur Burgruine auf 260 m ü. NHN hinauf. Fahrzeuge benutzen die etwas östlich gelegene beschilderte Auffahrt zum unweit der Burg gelegenen Parkplatz. Unterhalb der südlichen Ringmauer der Trimburg wird seit langer Zeit Weinbau betrieben. Nach Zeiten des Anbaurückgangs in den 1970er bis 1990er Jahren steigen die Erträge wieder.

## Geschichte

### Vorgängerbauten
Die Ruine der Trimburg, so wie sie sich seit Beginn des 19. Jahrhunderts darstellt, ist eigentlich nur der Rest des zuletzt erbauten Burgteils. Die gesamte Burg bestand ursprünglich aus drei verschiedenen Anlagen aus unterschiedlichen Epochen. Gozzwin von Trimberg begann 1135 mit dem Bau des ältesten Teils, der jedoch bereits 1187 als Alte Burg (locus castri antiqui) oder auch Leuchtenburg bezeichnet wurde. Das Niedernburg (castrum inferrius) oder Linsenburg genannte Vorwerk am Fuß des Burgberges wurde 1226 erstmals erwähnt, 1381 und 1401 jedoch nur noch als Gutshof der Herren von Arnstein und von Erthal bezeichnet. Er wurde um 1640 endgültig zerstört.
Ende des 12. Jahrhunderts begann die Ausweitung der Burg nach Westen zunächst durch den Bau des Bergfrieds und der ihn umgebenden Ringmauer. Für diese Bauten verwendete man auch Material aus dem Abriss der beiden Vorgängerbauten, sodass die Alte Burg bereits 1234 nur noch als Burgstall bezeichnet wurde.

### Die Herren von Trimberg
Das Geschlecht derer von Trimberg erscheint erstmals in einer Heiratsurkunde aus dem Jahr 1018, als eine Anna von Trimberg mit einem Ritter Reinhard von Hohenburg vermählt wurde. Die nächsten urkundlichen Erwähnungen waren 1182 anlässlich der Ernennung von Berthold und Mangold von Trimberg zu Würzburger Domherren und 1225 beim Beitritt der Herren von Trimberg zum Rheinischen Städtebund, dem auch das Hochstift Würzburg angehörte. Bereits ein Jahr später gaben Konrad I. und Albrecht I. von Trimberg ihre Burg dem Hochstift als Lehen. Den verbliebenen Burgstall der Alten Burg verkaufte Mechthild von Henneberg, die Witwe Heinrichs von Trimberg, 1234 ebenfalls an das Hochstift. Im Jahr 1277 wurden Güter der Mechthild von Henneberg durch den das Domkapitel vertretenden Landrichter und Domkapitular Wolfram von Leinach an das Hochstift Würzburg übertragen. Konrad III. von Trimberg schenkte schließlich 1279 die gesamte restliche Anlage dem Würzburger Bischof Berthold II. von Sternberg, als er sich mit seiner Gemahlin Adelheid den damaligen Kreuzfahrern anschloss.

### Das Hochstift Würzburg

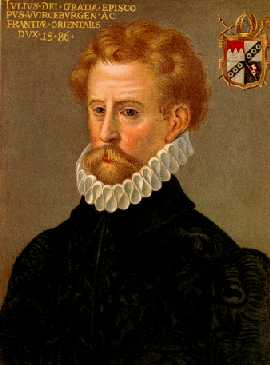
Julius Echter

Nun war das Hochstift Würzburg alleiniger Besitzer der Trimburg. Daran änderte auch der Versuch Konrads IV. von Trimberg nichts, Burg und Amt zurückzufordern. Er war mit der Großzügigkeit seines Vaters nicht einverstanden, begnügte sich jedoch mit dem Angebot des Hochstifts, Bischofsheim in der Rhön zu übernehmen. Mit dem Tod des drittgeborenen Sohns und vierten Kinds Konrads, Arrois von Trimberg, starb am 4. November 1384 das Geschlecht derer von Trimberg aus und ihre sämtlichen Besitzungen, auch Bischofsheim, gingen an das Hochstift über. Auch die Tatsache, dass um 1290 noch einzelne adelige oder kirchliche Besitzer Teile des Trimberger Gebiets innehatten, beeinträchtigte praktisch nicht die Oberhoheit des Stiftes, das die Trimburg mit ihren Besitzungen in der Folgezeit mehrfach verpfändete.
Das Hochstift setzte die Edlen von Erthal in das Gericht und das Verwaltungsamt auf der Trimburg ein. Im Verlauf des Bauernkrieges wurde die Trimburg um 1525 von einer Schar Kissinger und Euerdorfer Bauern durch Verrat eingenommen und zerstört. Nach der Niederschlagung des Aufstandes mussten sich die Untertanen des Amtes Trimberg 1526 handwerklich und finanziell mit 2½ Gulden pro Kopf am Wiederaufbau der Burg beteiligen. Das Resultat dieser Strafmaßnahme war aber derart unbefriedigend, dass Bischof Julius Echter 1592 die Burg fast völlig neu aufbauen ließ.
Auch im Dreißigjährigen Krieg wurde die Trimburg eingenommen und verwüstet. Beim Wiederaufbau nach 1648 gab man den Festungscharakter der Anlage auf und richtete sich in schlossähnlichen Gebäuden wohnlicher ein.

### Das Königreich Bayern
Die Trimburg kam in der Folge des Jahres 1803 im Zuge der Säkularisation und der Auflösung des Hochstifts Würzburg zunächst an das Kurfürstentum Bayern und 1806 an das Königreich Bayern. Die noch gut erhaltene Burg wurde auf Abbruch verkauft. Nach und nach wurden Gebäude und Teile der Wehrmauern niedergelegt und die Steine als Baumaterial abgegeben. Der Erlös hieraus betrug 2198 Gulden und 39,5 Kreuzer.
Die Trimburg verkam auf diese Weise zur Ruine. Ähnlich wie später auf der Henneburg in Stadtprozelten sorgte ab 1833 Bayernkönig Ludwig I. dafür, dass dem weiteren Verfall Einhalt geboten und die verbliebenen Reste baulich gesichert wurden. Man erlaubte die Einrichtung einer Sommerwirtschaft auf der Burg. Dieses Recht ging von Johann Ernst, dem ersten Pächter, auf seinen Sohn und danach auf seinen Enkel über. Die Trimburg entwickelte sich schnell zu einem beliebten Ausflugsziel.

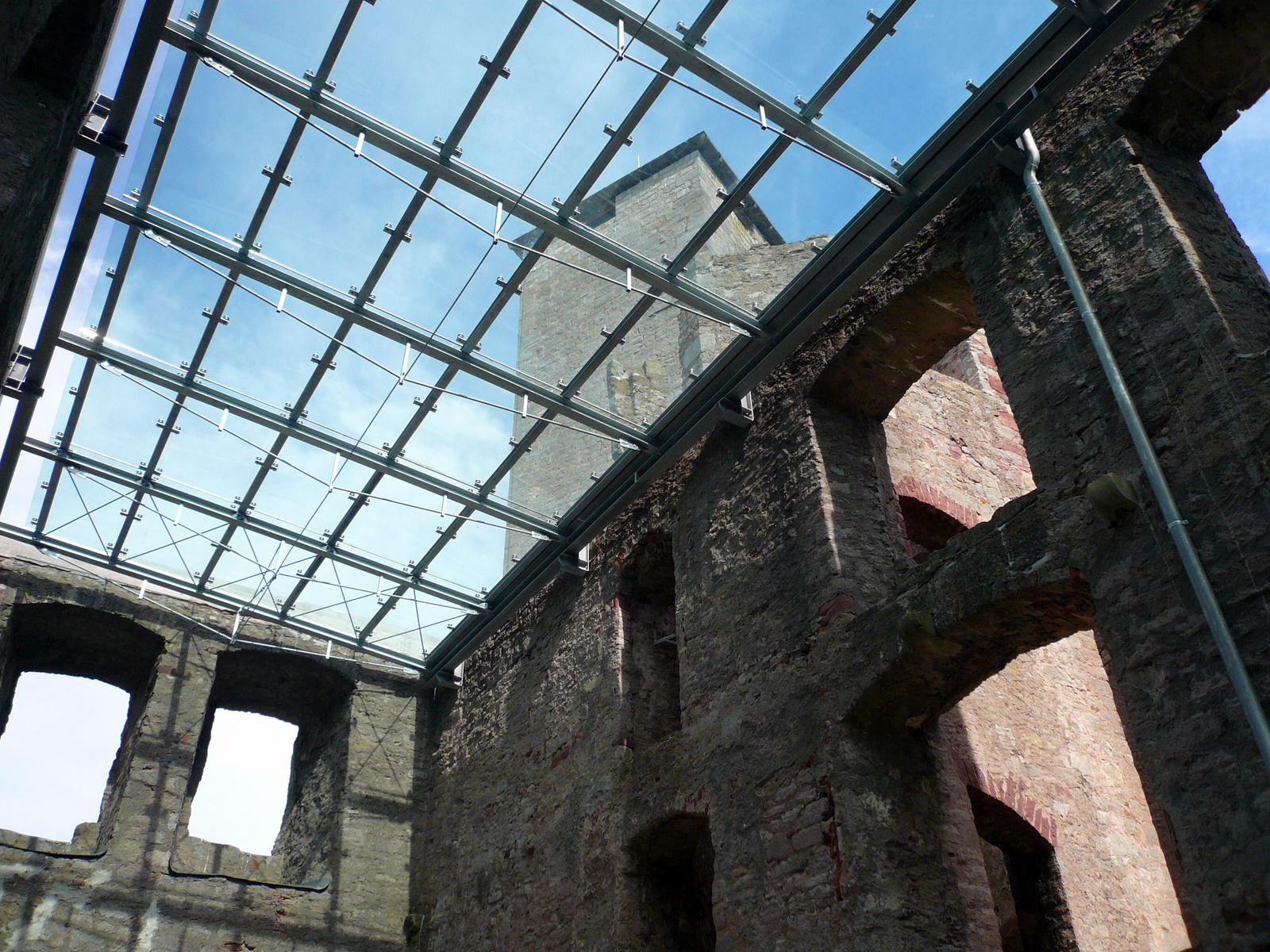
Wetterschutzdach des Rittersaals im Echterbau

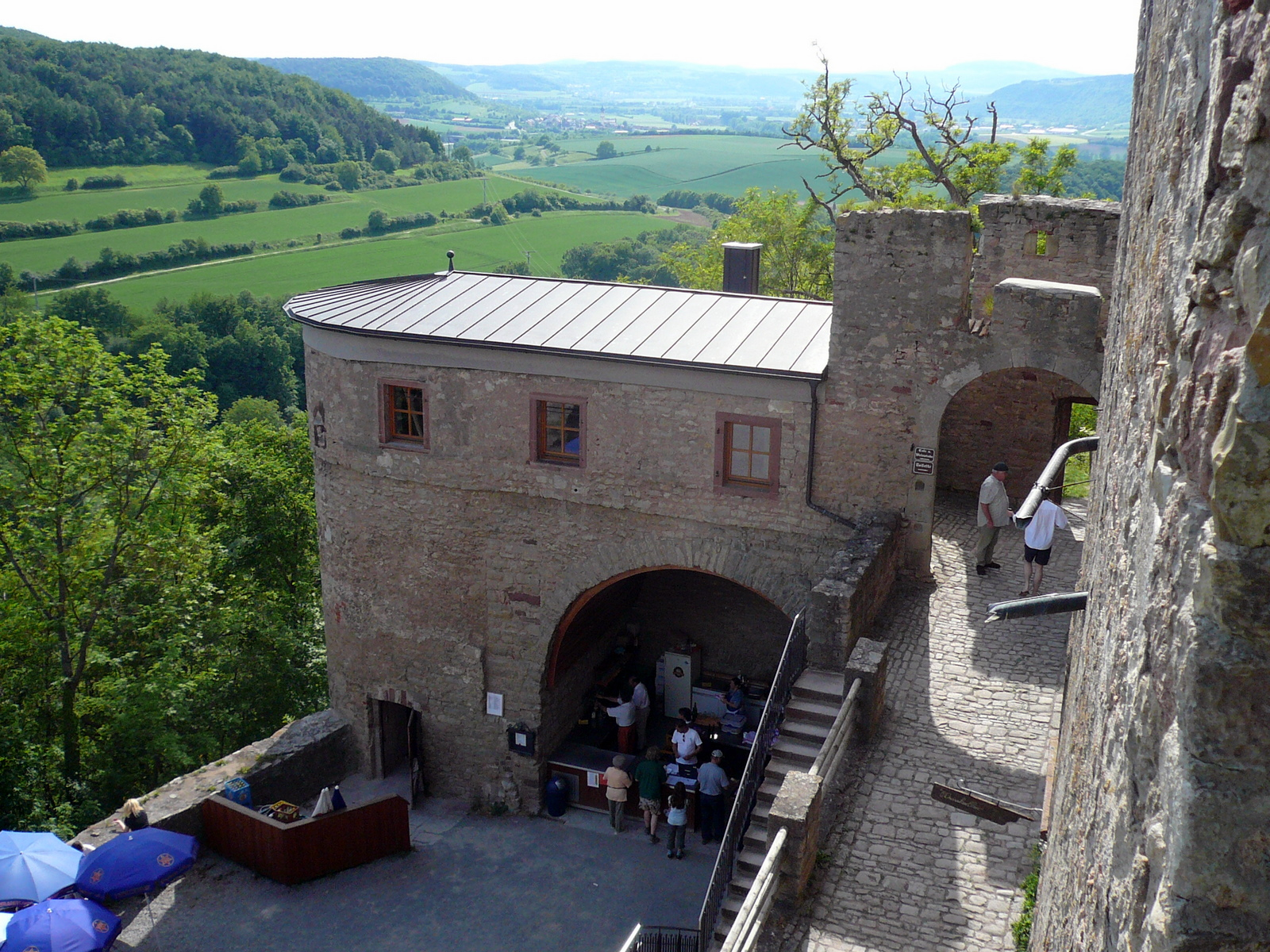
Wirtschaftshof und Aufgang zur Kernburg

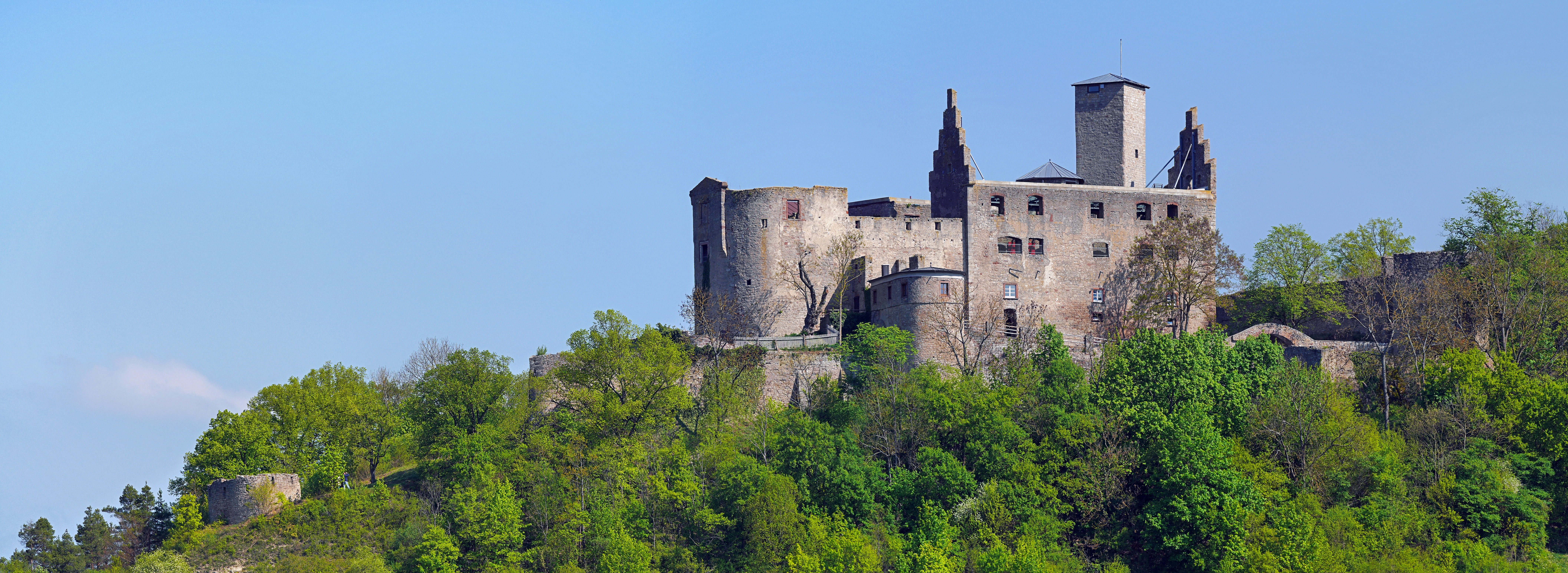
Gesamtansicht

### Heutige Nutzung
Der Freistaat Bayern, ab 1918 Eigentümer der Trimburg, verpachtete 1939 die Gaststätte erneut, die bis in die 1970er Jahre geöffnet war. Danach stand die Burg einige Jahre leer und war unbeaufsichtigt wilder Zerstörung ausgesetzt. Am 24. Januar 1980 erwarb der Markt Elfershausen die Trimburg. Seither bemüht sich der Ort zusammen mit dem Verein Freunde der Trimburg, die Burg regelmäßig für Besucher zu öffnen, wobei die Bewirtschaftung wechselweise von örtlichen Vereinen übernommen wird. Hierzu dienen neben dem Burghof das von-Erthal-Zimmer und der zuletzt instand gesetzte Rittersaal und ein Kellergewölbe. Um 2000 wurde der Bergfried mit einem Kostenaufwand von fast 180.000 DM restauriert und wieder besteigbar gemacht. Der Echterbau und der Erthalbau wurden im Frühjahr 2007 mit einem Wetterschutzdach aus Glas versehen.
An Wochentagen ist die Burg verschlossen, von Mai bis Oktober an Sonn- und Feiertagen geöffnet. Führungen müssen bei der Gemeindeverwaltung Elfershausen bestellt werden. An einigen Wochenenden im Sommer finden auf der Burg kulturelle Veranstaltungen statt, so ein Mittelaltermarkt und Theater- und Musikaufführungen.

## Beschreibung
Von dem Vorgängerbau, der Leuchtenburg, sind nur noch der gut erhaltene Ringgraben und wenige niedrige Mauerreste zu sehen. Die Länge dieser Anlage beträgt 54 Meter, die größte Breite 29 Meter. Etwa in der Mitte des Burgstalls verlief eine 1,70 Meter dicke Mauer, die gegen die Nordecke noch heute ein wenig empor ragt. Von der Niedernburg ist nur noch der Rest einer 30 Meter langen Kolossalmauer zu finden.

### Vorburg

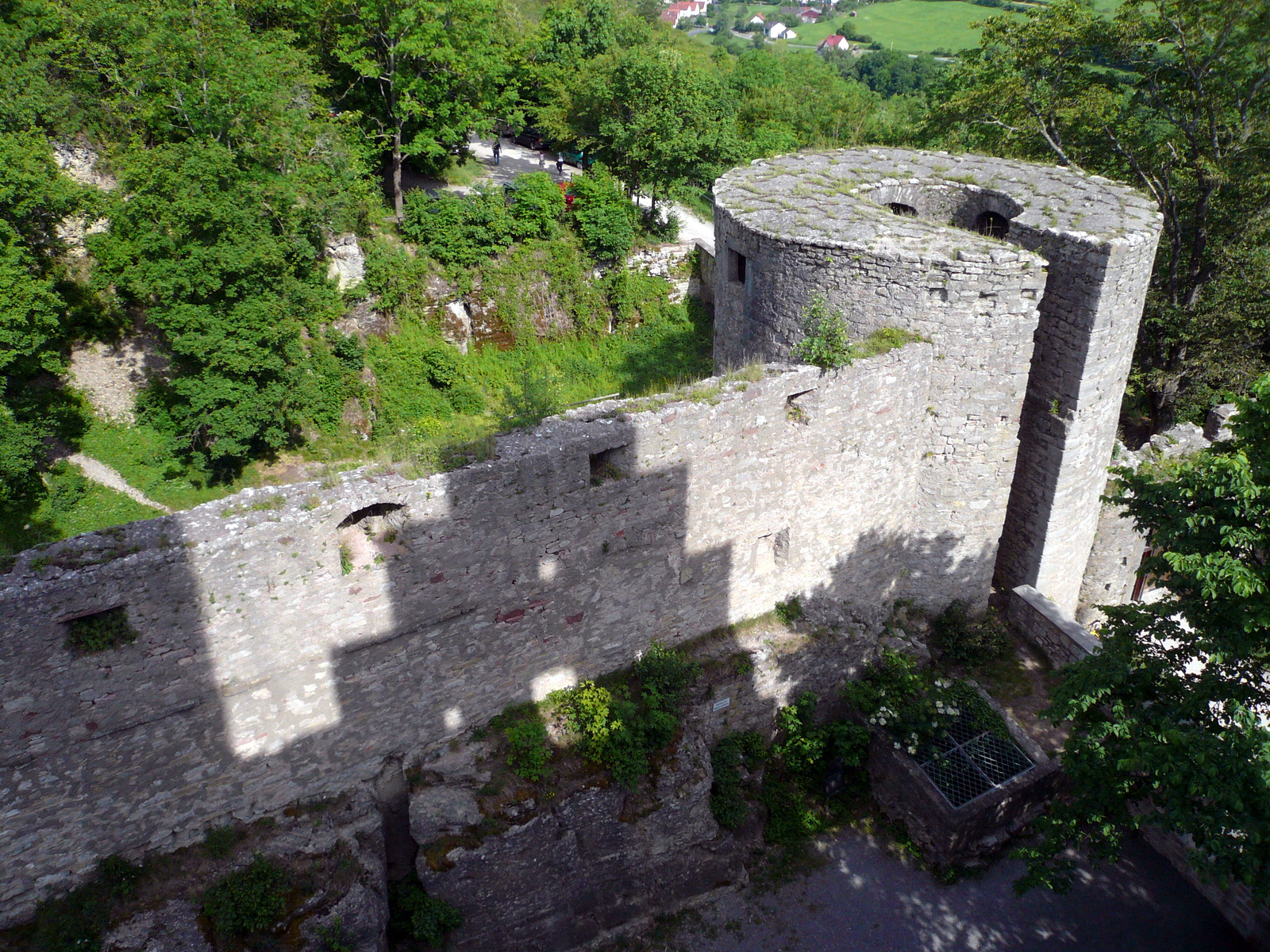
Östliche Ringmauer mit Wurfturm

Über einen die Landseite schützenden Halsgraben führen eine Steinbrücke und das Burgtor in die Vorburg der Ruine. Ein dreigeschossiger Halbschalenturm bewehrt die Tornordseite. Er hat eine Mauerdicke von 3,20 bei einem Durchmesser von 9,30 Metern. Das oberste Geschoss ist im Innern breit abgestuft. Auf diesem Stufenring ruhte ursprünglich eine Steinschleuder, die dem Turm den Namen Wurfturm gab. Im mittleren Geschoss, das als Kammer für die aus Felsbrocken bestehende Munition diente, erkennt man noch Kragsteine, die den Zwischenboden trugen. Das Untergeschoss weist wie das obere drei Öffnungen für Verteidigungszwecke auf. Zur Hofseite hin ist der Turm in seiner ganzen Länge offen, um ehemals den Wurfarm der Schleuder aufzunehmen.

### Kernburg
Die Vorburg, die auch Zwinger genannt wird, umfasst halbkreisförmig die Südseite der Kernburg, die man durch einen Sandsteinbogen und einen leichten Treppenaufstieg erreicht. In der äußeren Ringmauer der Kernburg befinden sich ein runder Eckturm, zwei weitere Halbschalentürme und eine niedrige Bastion. Der die Ostseite der Kernburg dominierende quadratische Bergfried und die ihn umschließende Mauer weisen noch teilweise romanische Mauertechnik auf.

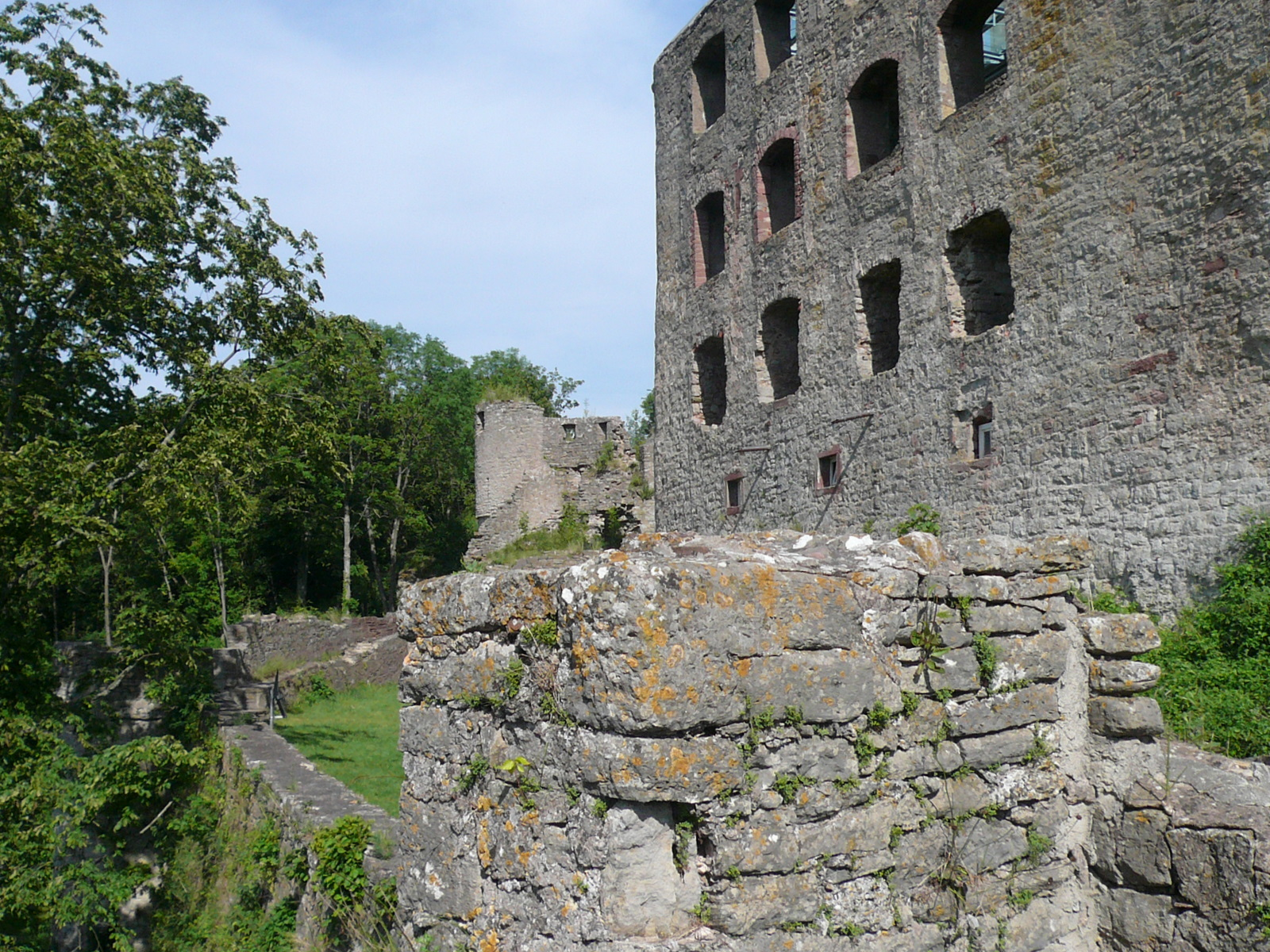
Nördliche Ringmauer und Echterbau

Den nördlichen Kemenatenbau schmückt über dem Portal des Treppenhauses eine Inschrift, die ihn als von Julius Echter von Mespelbrunn 1592 errichteten Neubau ausweist. Das deshalb Echterbau genannte Gebäude diente dem Fürstbischof als Residenz während seiner Trimburger Zeit. Der dem „Echterbau“ südlich gegenüber liegende Erthalbau wurde vermutlich zu Beginn des 17. Jahrhunderts errichtet.
Im Hof der Kernburg befindet sich der durch Eichenbohlen abgesicherte Rest eines ehemals etliche 90 Klafter tiefen Grundwasserbrunnens, der im 14. Jahrhundert von den Bewohnern der zur Burg gehörenden Gemeinden durch den Fels geschlagen wurde und bis unter den Grund des Saaletals reichte. 1595 war der Brunnen bereits wieder versiegt und heute ist er bis auf 20 Meter Tiefe zugeschüttet.